# Dallas (televisieserie uit 2012)
Dallas was een Amerikaanse dramaserie ontwikkeld door Cynthia Cidre en geproduceerd door Warner Horizon Television. De serie was een voortzetting van de gelijknamige dramaserie Dallas, die tussen 1978 en 1991 werd uitgezonden door CBS. De serie speelt zich af rondom de familie Ewing, een vermogende familie in de olie- en veehouderijindustrie. 
De serie bracht diverse acteurs van de originele serie terug. Charlene Tilton als Lucy en Patrick Duffy als Bobby Ewing, Linda Gray als Sue Ellen Ewing en Larry Hagman als J.R. Ewing. Ze werden bijgestaan door de volgende generatie, bestaande uit J.R. en Sue Ellens zoon John Ross (Josh Henderson) en de zoon van Bobby en Pamela, Christopher Ewing (Jesse Metcalfe). Julie Gonzalo vertolkte de rol van Pamela Rebecca Barnes, de dochter van Cliff Barnes en Afton Cooper. 
De serie werd geproduceerd voor TNT, een zusterbedrijf van Warner Bros Televisie. Warner Bros was de eigenaar van de originele serie na de aankoop van Lorimar Television in 1989. Op 8 juli 2011 maakte TNT bekend dat het een seizoen van tien afleveringen had besteld. De eerste aflevering werd uitgezonden op 13 juni 2012. De serie werd over het algemeen positief ontvangen. Op 29 juni werd besloten dat Dallas een tweede seizoen zou krijgen. Het tweede seizoen zou 15 afleveringen krijgen. Op 30 april 2013 werd er een derde seizoen van Dallas besteld. Het derde seizoen telde 15 afleveringen en debuteerde op 24 februari 2014.
In oktober 2014 werd bekendgemaakt dat de serie na het derde seizoen zou stoppen omwille van tegenvallende kijkcijfers. Terwijl de eerste aflevering van de nieuwe reeks nog zeven miljoen kijkers trok, keken er slechts 1,7 miljoen mensen naar de slotaflevering van het derde seizoen.

## Ontwikkeling en productie
In 2010 maakte TNT bekend een pilotaflevering te bestellen van een nieuwe reeks Dallas die zou ingaan op het leven van J.R.'s zoon John Ross en dat van Bobby's zoon Christopher. De pilootaflevering werd begin 2011 opgenomen. De volgende negen werden opgenomen vanaf augustus 2011.

## Rolverdeling
| Acteur           | Personage             | Periode   | Dallas (1978-1991, 1996, 1998)                                          |
| ---------------- | --------------------- | --------- | ----------------------------------------------------------------------- |
| Josh Henderson   | John Ross Ewing       | 2012-2014 | Tyler Banks (1980-1983) Omri Katz (1983-1991, 1996)                     |
| Jesse Metcalfe   | Christopher Ewing     | 2012-2014 | Eric Farlow (1983-1985) Joshua Harris (1985-1991) Chris Demetral (1996) |
| Julie Gonzalo    | Pamela Rebecca Barnes | 2012-2014 | Deborah Kellner (1996)                                                  |
| Jordana Brewster | Elena Ramos           | 2012-2014 |                                                                         |
| Patrick Duffy    | Bobby Ewing           | 2012-2014 | (1978-1985, 1986-1991, 1996, 1998)                                      |
| Linda Gray       | Sue Ellen Ewing       | 2012-2014 | (1978-1989, 1991, 1996, 1998)                                           |
| Larry Hagman     | J.R. Ewing            | 2012-2013 | (1978-1991, 1996, 1998)                                                 |
| Brenda Strong    | Ann Ewing             | 2012-2014 |                                                                         |